# Dorfkirche Drewitz (Möckern)

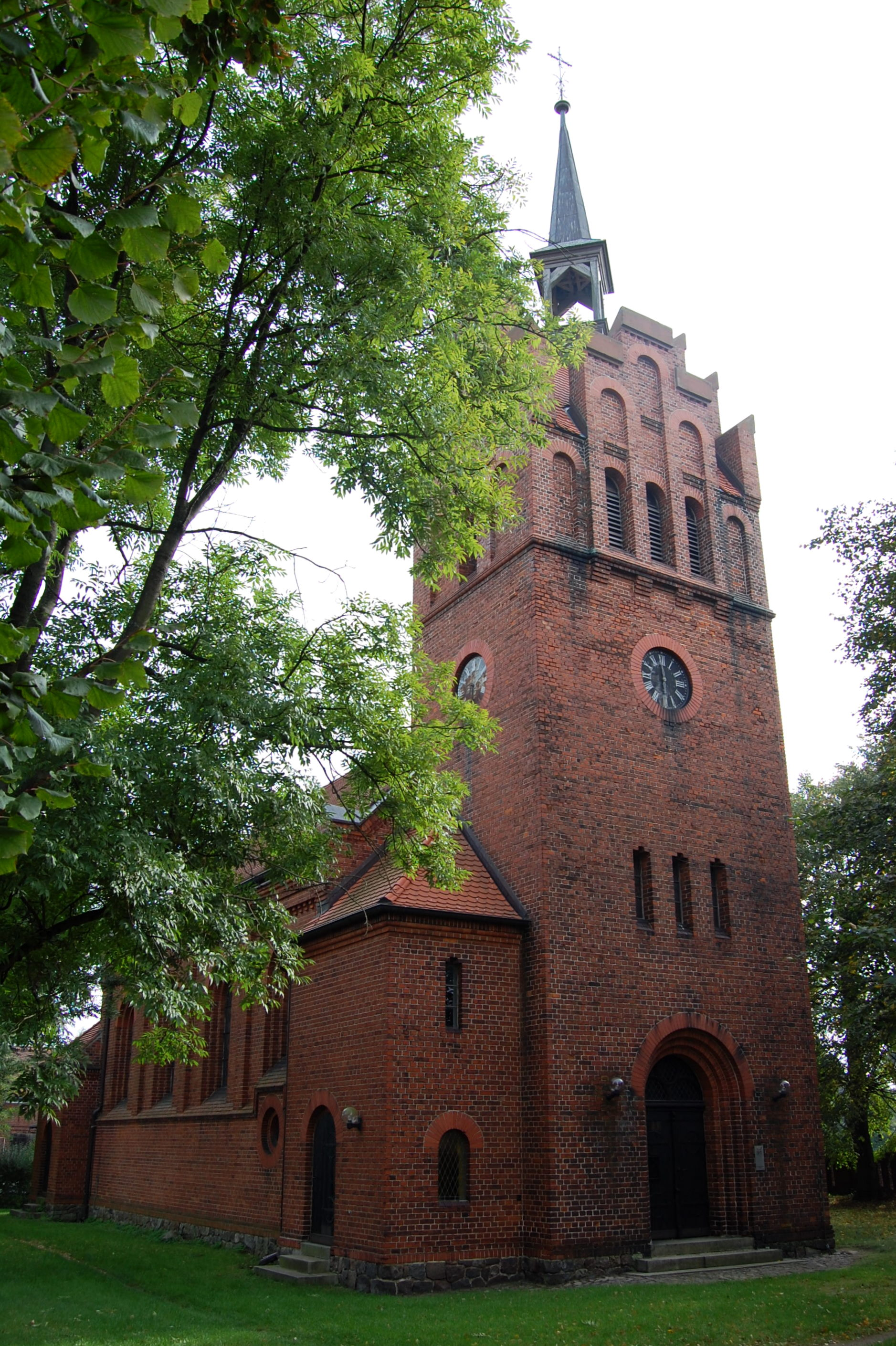
Dorfkirche Drewitz

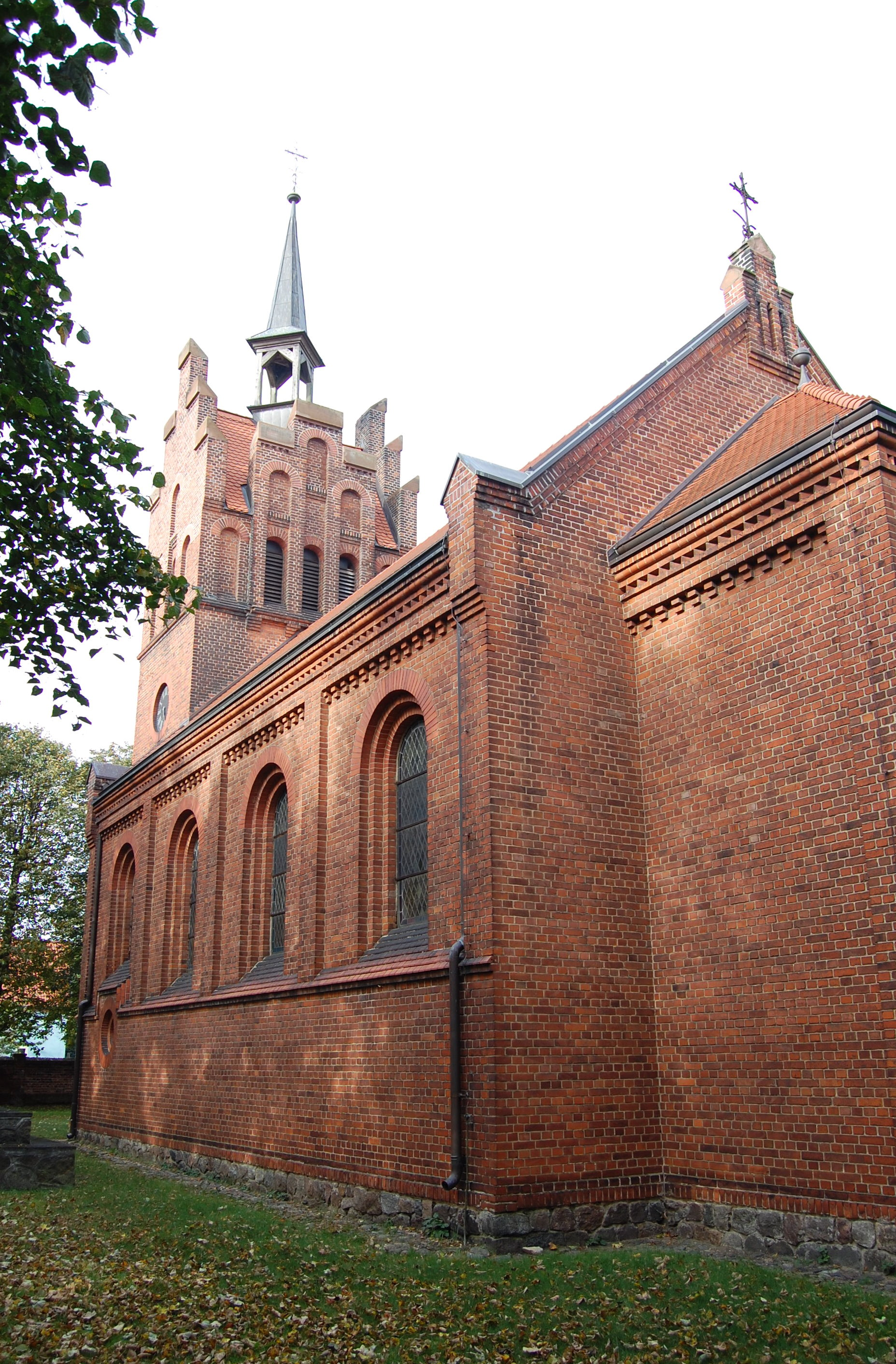
Kirchenschiff, Südseite

Die Dorfkirche Drewitz ist die evangelische Kirche des zur Stadt Möckern gehörenden Dorfes Drewitz in Sachsen-Anhalt.

## Geschichte und Architektur
Die Kirche entstand 1897 im neoromanischen Stil als aus Backstein errichtete Saalkirche. Der Kirchturm steht auf rechteckigem Grundriss westlich am Kirchenschiff. Der Turm verfügt an allen vier Seiten über getreppte Giebel und ein Satteldach. Diagonal auf dem Turmdach befindet sich ein quadratischer Dachreiter mit Laterne und spitzer Haube. Das Schiff ist vierachsig, östlich schließt sich der Chor mit querrechteckigem Grundriss an. Ein Sakristeianbau befindet sich an der Nordseite des Schiffs.
Das Innere der Kirche wird von einem verbretterten Dachstuhl überspannt. An der Westseite steht eine Empore. Im Chor ist ein aus der Bauzeit stammendes farbiges Glasfenster erhalten, das als Motiv Christus als guten Hirten zeigt. Als das Fenster fertigender Künstler wird Heinrich Oidtmann vermutet. An der Chorwand hinter dem Altar befindet sich ein vom Anfang des 18. Jahrhunderts stammendes Gemälde mit einer Darstellung des Abendmahls. Bei dem Bild könnte es sich ursprünglich um die Predella eines barocken Altars der abgerissenen Kirche von Gloine gehandelt haben.
Der in der Kirche vorhandene Orgelprospekt ist im neoromanischen Stil gestaltet. Die auf der Empore stehende Orgel wurde um die Jahrtausendwende von der in Eberswalde ansässigen Firma Fahlberg aufgearbeitet.

## Gedenktafel Zweiter Weltkrieg
An der Außenmauer, in der Nähe des Kriegerdenkmales befindet sich eine Gedenktafel für die Gefallenen des Zweiten Weltkrieges.